# 烏拉爾聯邦大學
56°50′39″N 60°39′17″E / 56.8440333433°N 60.6547055656°E

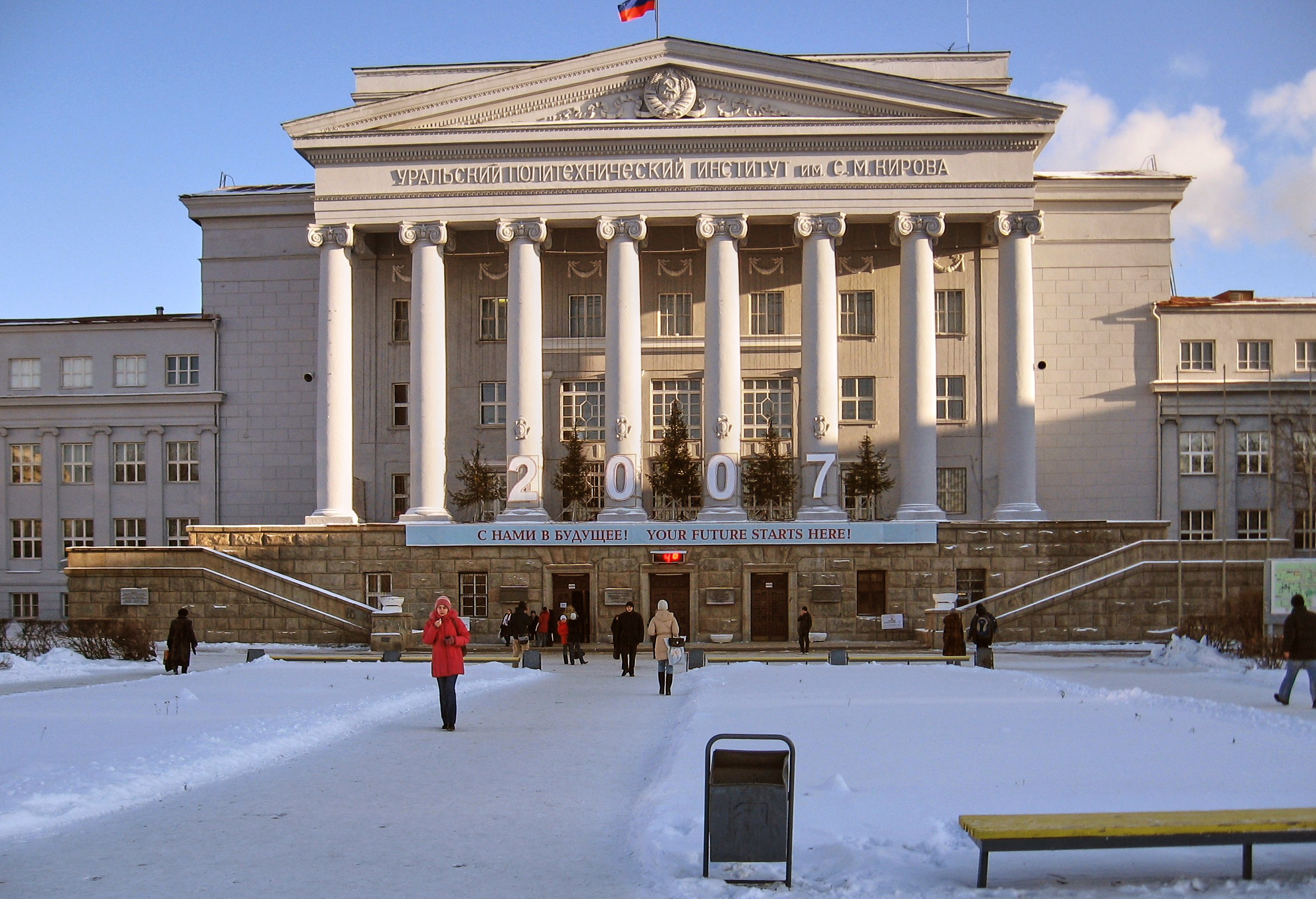
烏拉爾聯邦大學

以俄罗斯联邦首任总统叶利钦命名的烏拉爾聯邦大學（俄語: Уральский федеральный университет имени первого Президента России Б.Н. Ельцина）是俄羅斯烏拉爾地區葉卡捷琳堡的一所大學。

## 历史沿革
前身是1920年成立的乌拉尔理工学院和1931年成立的斯维尔德洛夫斯克国立大学（1945年改名为乌拉尔国立大学）。
2009年，俄罗斯总统德米特里·梅德韦杰夫签署命令，在乌拉尔国立技术大学基础上组建乌拉尔联邦大学。
2011年，乌拉尔国立大学并入乌拉尔联邦大学。

## 学术声誉
2012年根据QS世界大学排名：乌拉尔联邦大学是世界前500所大学之一；在俄罗斯大学中排名第6位。

## 外部連結
- 烏拉爾聯邦大學 （页面存档备份，存于）（俄文）